# Nadějkov (zámek)
Zámek Nadějkov je barokní budova v podobě z roku 1781. Nachází se ve stejnojmenné obci (okres Tábor) na náměstí Prokopa Chocholouška nedaleko kostela Nejsvětější Trojice.

## Historie

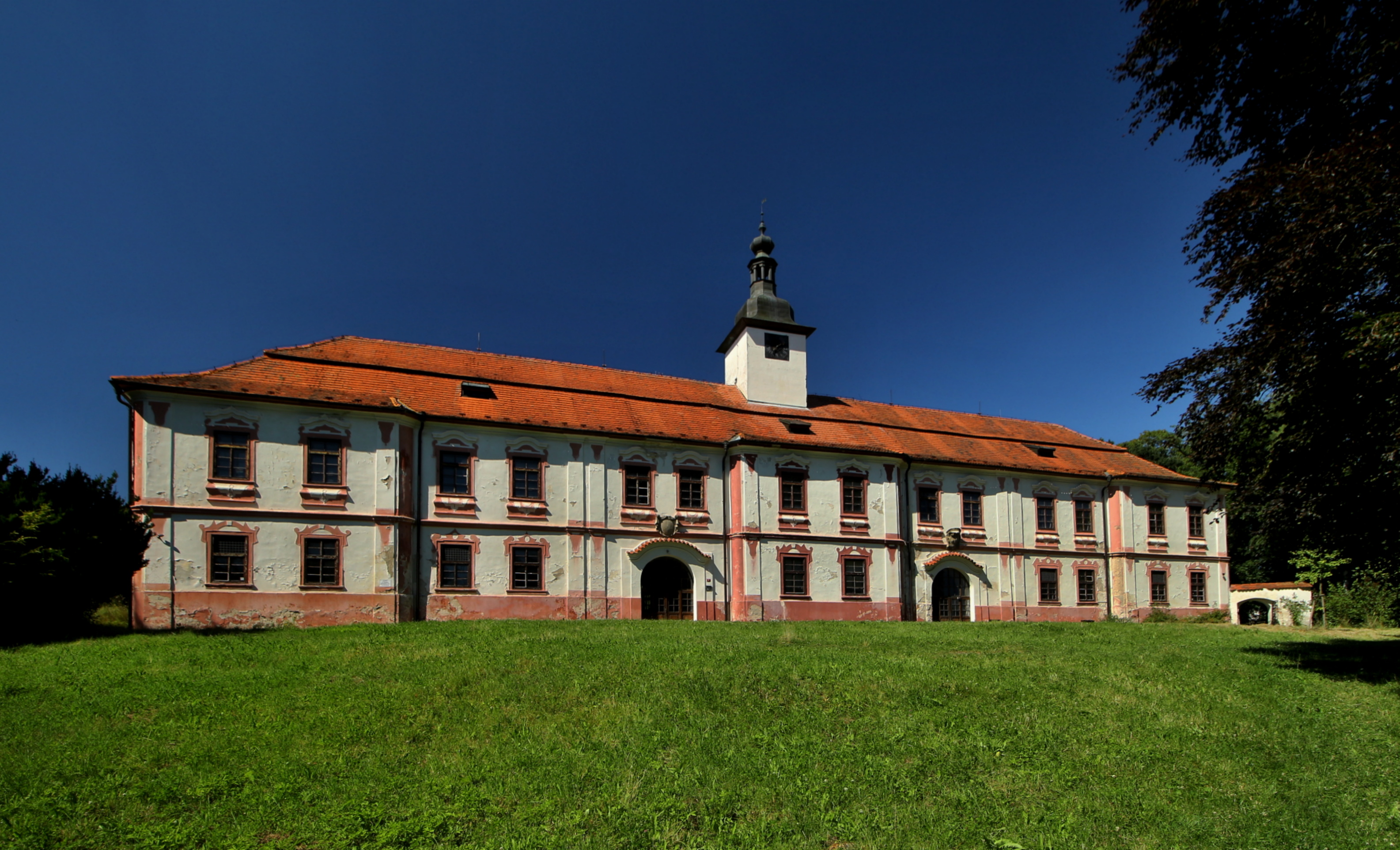
Nadějkovský zámek, jižní strana

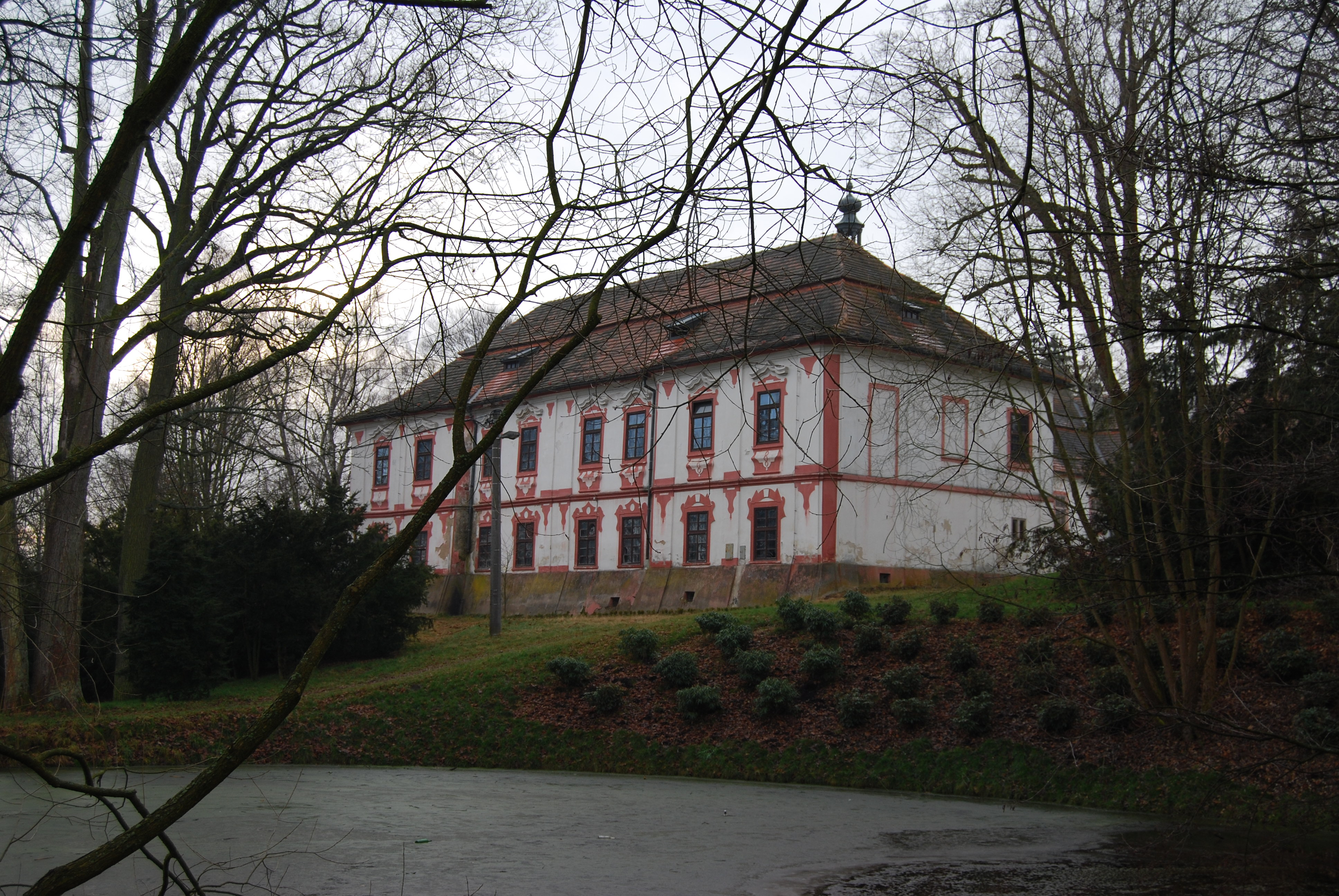
Pohled na zámek od rybníčka u kostela

V místech dnešního zámku stávala vodní tvrz ze 14. století. Ta je poprvé zmiňována roku 1373 v souvislosti s majitelem panství, Ahníkem z Nadějkova. Do dnešních dnů se z tvrze dochoval zbytek bašty poblíž objektu zámku. Na počátku 16. století se dostal Nadějkov pánům Doudlebským z Doudleb. V roce 1542 se při dělení majetku mezi bratry připadla ves i s příslušenstvím Bedřichovi z Doudleb, který nechal tvrz v letech 1570 až 1584 přestavět v renesančním slohu. V roce 1576 rozšířil svůj majetek a přikoupil Branišovice, Hněvanice, Záluží a Zhoř od Švamberků. Po jeho smrti roku 1596 připadl Nadějkov jeho synovi Oldřichovi a v držení rodu bylo panství do roku 1668. Poté se majitelé střídali. Poslední zmínka o tvrzi je z roku 1703, kdy bylo v objektu zaznamenáno 19 místností s příslušenstvím.
Exteriér zámku, plochá fasáda, řazení oken po dvou, portály, supraporty, dekorace oken (suprafenestry) i dvojbarevné červeno-bílé řešení fasád prozrazují raně barokní přestavbu z 1.čtvrtiny 18. století, pravděpodobně za Václava Norberta Kinského, protože další majitelé po roce 1727 se rychle střídali. Nutnými úpravami stavba prošla po požáru v roce 1756 za hraběnky Kokořovské, která zároveň dala obnovit již zpustlý zámecký park. Rostly zde neobvyklé a exotické stromy, květiny a keře. Barokní podobu dal zámku až následující majitel panství, Antonín Ferdinand Feuerstein, v roce 1781. V roce 1803 zámek koupil pražský měšťan Jan Tuscani, od něhož jej koupili Vratislavové z Mitrovic, kteří roku 1863 provedli vnitřní úpravy zámku.
Zámek posloužil jako předloha pro zámek Mladějov v románu Aloise Jiráska F. L. Věk.
Po roce 1945 byl zámek zkonfiskován a prostory byly využívány jako škola. V roce 1993 byl v rámci restitucí zámek vrácen v Izraeli žijícímu ing. Milanu Segerovi, respektive jeho synovi, Ronymu Segerovi. Ten zámek roku 2008 prodal firmě Galileo Veritas. Na počátku roku 2012 byla fasáda budov zanedbaná a zahrada zpustlá.

## Popis
Zámek Nadějkov se nachází přímo v obci, poblíž kostela, na místě bývalé tvrze, jejíž klenby v suterénu se dochovaly. Zámecká budova je třípodlažní, třítraktová, má protáhlý tvar s krátkými bočními trakty a mansardovou střechou, vznikla mezi lety 1703–1781 přestavbou původní tvrze. Barokní průčelí je ploché, zdobené jen profily supraport a suprafenester (nadokenních říms). Na střeše hlavního křídla je osově umístěna hranolová věžička s hodinami a cibulovitou bání.
Zámecký park s Mlýnským rybníkem se rozkládá na jihozápadní straně od zámku.